# 1861
1861 (MDCCCLXI) je bilo navadno leto, ki se je po gregorijanskem koledarju začelo na torek, po 12 dni počasnejšem julijanskem koledarju pa na nedeljo.

## Dogodki
- 12. april - začetek ameriške državljanske vojne z napadom konfederalcev na trdnjavo Fort Sumter.

## Rojstva
- Leonard Peskett, britanski inženir, konstruktor in ladijski arhitekt († 1924)
- 6. januar - Janoš Županek, slovenski pisatelj na Madžarskem († 1951)
- 14. januar - Mehmed VI., turški sultan († 1926)
- 15. februar - Alfred North Whitehead, angleški matematik, logik, filozof in teolog (* 1947)
- 2. april - Ivan Perša, slovenski rimokatoliški župnik in pisatelj na Madžarskem († 1935)
- 7. maj - Rabindranath Tagore, indijski (bengalski) pesnik, filozof, nobelovec 1913 († 1941)
- 10. junij - Pierre Maurice Marie Duhem, francoski fizik, filozof († 1916)
- 13. avgust - Herbert Hall Turner, angleški astronom, seizmolog († 1930)
- 3. september - Mihael Levstik, slovenski sadjar († ?)
- 10. oktober - Fridtjof Nansen, norveški polarni raziskovalec, zoolog, diplomat, nobelovec 1922 († 1930)
- 2. november - Maurice Blondel, francoski filozof († 1949)
- 20. december - Ivana Kobilica, slovenska slikarka († 1926)
- 29. december – Anton Števanec slovenski učitelj in nabožni pisatelj na Madžarskem († 1921)

## Smrti
- 8. april - Vid Rižner, slovenski prevajalec, pisec (* 1793)
- 30. maj - Mihail Dmitrijevič Gorčakov, ruski topniški general  (* 1793)
- 2. junij - Sámuel Márkfi (roj. Markoja), slovenskega rodu madžarski teolog in akademik (* 1811)
- 25. junij - Abdulmedžid I., sultan Osmanskega cesarstva (* 1823)
- 24. avgust - Pierre Berthier, francoski geolog in rudarski inženir (* 1782)